# Símbols d'Alberta
La província canadenca d'Alberta ha establert diversos símbols provincials i que es troben recollits a l'acta d'Emblemes d'Alberta.
| Símbol              | Nom                                              | Imatge                         | Adopció           | Observacions |
| ------------------- | ------------------------------------------------ | ------------------------------ | ----------------- | --- |
| Escut d'armes       | Escut d'armes d'Alberta                          | Escut d'armes d'Alberta        | 1907, 1980 i 2008 | L'escut d'armes original va ser assignat per garantia reial el 1907. El 1980 es va complementar i el 2008 va patir una revisió menor. Qualsevol sol·licitud d'ús ha de ser autoritzades pel ministre de Cultura, Multiculturalitat i Estatus de la dona del govern d'Alberta. |
| Motto               | Fortis et liber                                  | Motto d'Alberta                | 1980              | "Forta i lliure". Es tracta d'una referència a la cinquena línia de l'himne oficial del Canadà, la cançó "Oh, Canada". |
| Escut provincial    | Escut provincial d'Alberta                       | Shield of arms of Alberta      | 2013              | L'escut provincial es va adoptar com a emblema oficial i separat de l'escut d'armes el setembre de 2013. |
| Bandera             | Bandera d'Alberta                                | Bandera d'Alberta              | 1968              | Adoptada l'1 de juny de 1968. Està formada per l'escut provincial d'Alberta sobre un fons blau marí. |
| Color               | Blau i or                                        |                                | 1984              | El blau alberta i l'or alberta són els colors oficials i van adoptar-se el 1984. El blau representa el cel, i l'or les praderies de la província. |
| Arbre               | Lodgepole Pine                                   | Lodgepole pine                 | 1984              | És una espècie de pi de l'oest d'Amèrica del Nord i un dels principals recursos de la indústria forestal d'Alberta. Fou adoptat com a arbre oficial el 30 de maig de 1984. |
| Flor                | Rosa salvatge                                    | Wild rose                      | 1930              | La rosa salvatge (Rosa acicularis) va ser designada l'emblema floral d'Alberta el 1930. Creix gairebé a tot arreu de la província i fins al 1987 apareixia a les plaques de matrícula de la província. |
| Herba               | Rough fescue                                     | Festuca                        | 2003              | La Festuca scabrella fou designada emblema provincial el 30 de maig de 2003 gràcies a l'esforç del Prairie Conservation Forum, ja que la província té l'extensió de praderies més gran del món. |
| Ocell               | Duc americà (Bubo virginianus)                   | Great horned owl               | 1977              | El duc americà és considerat com a l'espècie de mussol més gran d'Amèrica i és resident durant tot l'any a Alberta. Fou designat ocell provincial el 3 de maig de 1977 després d'una votació dels nens a tota la província. |
| Mamífer             | Mufló de les muntanyes Rocoses (Ovis canadensis) | Mufló de les muntanyes Rocoses | 1989              | Aquest mufló és originari de la província on s'hi han trobat força restes prehistòriques. Fou designat mamífer provincial el 18 d'agost de 1989. |
| Peix                | Salvelinus confluentus                           | Bull trout                     | 1995              | es tracta d'una de les vuit espècies que es pot trobar a les gèlides aigües de la província. Fou designat peix provincial el 2 de maig de 1995. |
| Roca                | Bosc petrificat                                  | Bosc petrificat                | 1977              | Habitualment es troba a les fosses de grava a tot l'Alberta. Fou designada roca oficial el 1977. |
| Gemma               | Ammolita                                         | Ammolite.jpg                   | 2004              | Gemma orgànica feta a partir de petxines fossilitzades, al sud d'Alberta és l'únic lloc conegut on assoleix nivells de gemma valuosa. |
| Tartà               | Verd, groc, blau, rosa i negre.                  |                                | 1961              | Els colors representen el verd dels boscos, l'or dels camps de blat, el blau dels cels clars i llacs, el rosat de la rosa salvatge i el negre del carbó i petroli de la província. Fou declarat oficial el 1961. |
| Vestit oficial      | Tartà d'Alberta amb seccions de blanc.           |                                | 2000              | Complementa el tartà d'Alberta i es fa servir per ballar, en ocasions especials i per a vestits formals. Inclou els mateixos colors que el tartà de l'Alberta afegint grans seccions de blanc, símbol dels dies de neu a la província. Fou adoptat com a vestit oficial el 2000. |
| Hinme               | "Alberta"                                        |                                | 2004              | Composta per Mary Kieftenbeld i oficialitzada el 2004. Formà part d'un concurs per trobar la cançó oficial i original per a les celebracions del centenari de la província el 2005. |
| Logotip             | The provincial signature 2009                    | Alberta wordmark               | 2009              | Introduït com a part de la marca Alberta. |
| Maça cerimonial     | Maça d'Alberta                                   |                                | 1956.             | És el símbol de l'autoritat de l'Assemblea Legislativa. |
| Símbol de distinció |                                                  |                                | 2017              | La "Franco-Albertan flag" o "Drapeau franco-albertain" fou adoptada per l'Associació franco-canadenca d'Alberta (Association canadienne-française de l'Alberta) el març del 1982 després de guanyar un concurs patrocinat per la Joventut Francòfona d'Alberta. El 14 de juny de 2017, la Política francesa d'Alberta va reconèixer oficialment la bandera com a "Símbol de Distinció sota la Llei dels Emblemes d'Alberta". |